# Фауна Украины
Фауна Украины насчитывает более 33 тысяч видов животных. Среди них преобладают членистоногие (около 30 тыс. видов), круглые черви (около 1,6 тыс. видов), простейшие (более 1,2 тыс. видов), хордовые (около 800 видов).

## Общие сведения
По географическому районированию Украина находится в Палеарктиеской области, где выделяются Европейская и Средиземноморская подобласти. Первая подобласть, при этом, охватывает почти всю территорию страны, в то время как вторая (Средиземноморская) — локально затрагивает лишь небольшие по площади долинно-речные, водохранилищные и приморские районы.

### Европейская подобласть
В состав Европейской подобласти входят следующие зоогеографические провинции, для каждой из них присущ свой фаунистический комплекс:
- Смешанные леса являются ареалом таких животных как: гадюка обыкновенная, ящерица, тритон гребенчатый, уж, глухарь, рябчик, чёрный аист, бекас, лесной кулик, вальдшнеп, дятел, дрозд, синица, ястреб, полёвка, серый крот, бобёр речной, заяц, бурозубки обычная и малая, дикий кабан, выдра, благородный олень, волк, лесная кошка.
- Лесостепные районы — это среда обитания косули, благородного оленя, лесного полоза, степной гадюки, тритона гребенчатого, крапчатого суслика, серой куропатки, ястреба, лисицы, лесного жаворонка, барсука, куницы, дикого кабана, двухцветной летучей мыши, большого подковоноса, карася, щуки, леща, сома.
- В степях распространены: лягушка зелёная, водный уж, степная гадюка, полоз жёлтобрюхий, жаворонок, степной орёл, степной журавль, серая куропатка, земляной заяц, малый суслик, крыса, малый слепыш, нутрия, серый горностай, хомяк, полёвка, сурок европейский, муфлон, лань.
- В Карпатах можно встретить более редкие виды: альпийский и карпатский тритоны, пятнистая саламандра, чёрный дятел, орёл-беркут, белка, дикий кабан, выдра, благородный олень, волк, рысь, лесная кошка, лисица, бурый медведь, зубр. В крымских горах живут скальная ящерица, леопардовый полоз, морская чайка, сизый голубь, южный соловей, чёрный гриф, благородный олень, муфлон и другие виды.

### Средиземноморская подобласть
Внезональные долинно-речные, водохранилищные и приморские участки относятся к Средиземноморской подобласти весьма условно — в них преобладает не средиземноморский климат, а природные условия степи и лесостепи, несколько трансформированные наличием водотоков и созданных на них водохранилищ. В эту категорию включаются прибрежные районы днепровских, днестровских и других водохранилищ, днепровско-бугские, дунайские, днестровские плавни. Характерной особенностью фауны этих территорий является их тесная связь с водными объектами, формирующими богатый и разнообразный животный мир, состоящий из рыбных ресурсов, водоплавающих птиц и других представителей водно-болотной фауны.

## Видовое разнообразие
Фауна Украины представлена более чем 30 тысячами видов животных. Среди них простейшие (более 1,2 тыс. видов), губки (около 40 видов), кишечнополостные (около 30 видов), круглые черви (около 1,6 тыс. видов), плоские черви (около 780 видов), немертины (около 30 видов), кольчатые черви (около 200 видов), моллюски (около 600 видов), членистоногие (около 30 тыс. видов), рыбы (около 270 видов), пресмыкающиеся (около 25 видов), земноводные (около 20 видов), птицы (425 видов), млекопитающие (154 вида) и другие.

## Позвоночные

### Млекопитающие
Млекопитающие Украины классифицируются по следующим отрядам:
- Soriciformes [Insectivora auct.] — отряд Насекомоядные (14 видов)
- Vespertilioniformes [Chiroptera auct.] — отряд Рукокрылые (26 видов)
- Caniformes [Carnivora auct.] — отряд Хищные (22 вида)
- Leporiformes [Duplicidentata auct.] — отряд Зайцеобразные (3 вида)
- Muriformes [Rodentia auct.] — отряд Грызуны (52 вида)
- Equiformes [Perissodactyla auct.] — отряд Непарноопытные (2 вида)
- Cerviformes [Artiodactyla auct.] — отряд Парнокопытные (9 видов)
- Delphiniformes [Cetacea auct.] — отряд Китообразные (4 вида)

Таким образом, в число млекопитающих входят: 14 насекомоядных, 26 летучих мышей, 22 хищных, 55 грызунов, 15 копытных. Суммарно это составляет 154 вида, 8 родов, 31 семейств.

### Птицы
По различным оценкам орнитофауна Украины включает 423 или 424 или 425 видов, из которых 12 интродуцированы. Среди них 267—270 видов гнездовых, из которых 132—138 видов — зимующие; 17 видов появляются только на зимовке, 129 видов наблюдаются только в период сезонных миграций или имеют статус залётных. Например, залет дрозда Свенсона был зарегистрирован только один раз 10 ноября 1893 года под Харьковом, но гнездится только в Северной Америке. Птицы, встречающиеся на Украине, принадлежат до 21 систематического ряда. Наибольшим разнообразием отличается ряд воробьинообразных, их насчитывается 172 вида. Также многочисленны представители ржанкообразных — 79 видов, гусеобразных — 38 видов, соколообразных — 35 видов.

### Рыбы
Ихтиофауна Украины представлена 266-ю видами рыб, из которых 111 — пресноводные , 102 — морские, 36 — солоноватоводные, 15 — проходные, среди которых 13 анадромных и только один (угорь европейский Anguilla anguilla) катадромный, а также три эвригалинных вида. Среди указанных видов к аборигенной фауны относятся 221 вид. 25 видов были искусственно интродуцированные в водоемы Украины.
Многочисленные украинские водоемы являются местом, где обитают: дунайская сельдь, ставрида, лещ, карась, рыбец, сом обычный, щука, болотная черепаха, лебедь-шипун, большая белая цапля, долгоносый, большой и малый бакланы, пеликан, серый гусь, речная утка, выдра, бобёр и другие виды. В реках, озёрах и водохранилищах живут моллюски, ракообразные, зоопланктон.
В Чёрном и Азовском морях существует более 2400 видов животных. Фауна Азовского и Чёрного морей имеет много общего, поскольку они соединены Керченским проливом, обеспечивающим периодическую миграцию многих видов рыб. Но существуют и специфические местные виды, например, в Азовском море водится сельдь керченская, пузанок, хамса, камбала, тюлька и бычок, а в Чёрном — осетр, белуга, севрюга, скумбрия, ставрида, кефаль, лосось черноморский, сельдь днепровская и дунайская, морской конёк. Из млекопитающих встречаются: белобрюхий тюлень и два вида дельфинов — белобочка и афалина.

### Пресмыкающиеся
Всего на территории Украины отмечено обитание 25-26 видов. Из них 2 являются интродуцированными (ящерица Даля и армянская ящерица), 2 инвазионными (туркестанский геккон и ящерица стенная), инвазия ещё одного вида (красноухая черепаха) до конца не подтверждена, а интродукция ещё одного вида (аджарская ящерица) не была успешной.
В фауне пресмыкающихся (герпетофауне) преобладают виды рептилий средиземноморско-среднеазиатского типа (например, желтопузик, водяной уж, степная гадюка и др.), 7 видов (крымский геккон, зелёная и крымская ящерицы, ящерица Линдгольма, эскулапов, сарматский и каспийский полозы) — относятся к фауне Южной Европы и Средиземноморья. Два вида (веретеница и медянка) распространены в Центральной и Южной Европе. К видам с обширными ареалами можно отнести 5 представителей герпетофауны Украины, в частности болотную черепаху, прыткую и живородящую ящериц, обыкновенного ужа и обыкновенную гадюку, а к узкоареальным видам — ящерицу Линдгольма и гадюку Никольского. Учитывая теплолюбивость рептилий, именно в южной части страны встречаются практически все их виды. Выше же границы степной зоны зарегистрировано только 12 видов пресмыкающихся. Герпетофауна северных областей существенно отличается от фауны южных областей за счёт наличия лесных видов рептилий, в том числе, живородящая ящерица и обыкновенная гадюка, которые южнее не встречаются. Напротив, на юге Украины появляется ряд средиземноморских и азиатских видов. В целом пресмыкающиеся тяготеют к относительно открытым и тёплым местностям. Поэтому меньше всего их видовое разнообразие наблюдается в зоне смешанных и широколиственных лесов, а наибольшее — в степи и лесостепи.
- Европейская болотная черепаха
- Крымский геккон
- Прыткая ящерица
- Обыкновенная гадюка
- Леопардовый полоз
- Обыкновенный уж

### Земноводные
Видовое разнообразие земноводных на территории страны ограничено всего лишь несколькими группами. Фауна амфибий (батрахофауна) Украины насчитывает 20 видов из 9 родов и 6 семейств, принадлежащих к 2 отрядам. На территории Украины преобладают европейские и центрально-европейские виды амфибий (60 % от общего количества видов). Меньшее количество североафро-евразийских и европейско-сибирских видов (соответственно по 10 %). Малоазиатско-европейская и понтийско-европейская хорологические группы представлены по одному виду (квакша обыкновенная и тритон Карелина, соответственно). Космополитами в пределах территории Украины можно считать три вида — озёрную лягушку, зеленый жабу и обыкновенную квакшу. Они распространены почти по всей Украине. Наибольшее видовое разнообразие амфибий наблюдается в Карпатах и лесных регионах Украины — в районах с наибольшим количеством годовых осадков и относительной влажностью воздуха. В засушливых степных регионах, особенно на Левобережье, фауна земноводных резко обедняется, а наземные амфибии ведут практически исключительно ночной образ жизни и встречаются в более или менее увлажненных местах — по долинам рек, у водоёмов, среди лесной и луговой растительности, а также в населенных пунктах (парки, сады, огороды и т. п.). Вследствие засушливого климата и изолированности, достаточно бедной является фауна земноводных Крымского полуострова.
- Обыкновенная квакша
- Пятнистая саламандра
- Гребенчатый тритон
- Зелёная жаба
- Травяная лягушка

## Беспозвоночные

### Членистоногие
Пауки (около 400 видов), клещи (около 2000), многоножки (более 100 видов), насекомые (более 25 тыс. видов). Среди насекомых Украины наибольшим разнообразием отличаются отряды перепончатокрылые (около 10 тыс. видов), жесткокрылые (6 тыс. видов), чешуекрылые (5 тыс. видов), двукрылые (4,5 тыс. видов). Из семейств разнообразны жуки-стафилиниды (1400 видов), долгоносики (1500), жужелицы (900), листоеды (650).

## Эндемики
Число эндемиков невелико; в основном ими являются представители ихтиофауны Чёрного, либо Азовского морей.

## Красная книга
В Красную книгу Украины занесено около 400 видов животных. Из млекопитающих — это тюлень-монах (обитающий в южных районах Чёрного моря и дельте Дуная), зубр, бизон европейский, рысь, кот лесной, выдра речная, барсук, горностай и некоторые другие виды. Ареалами их распространения являются Карпатские горы и Полесье, где они охраняются преимущественно в природных заповедниках. Из рыб в Красную книгу внесены такие чуткие к природным условиям обитания и редко встречающиеся виды, как стерлядь, хариус, марена, морской конёк, морской судак и др. Из числа птиц на грани исчезновения находятся пеликан, баклан, аист чёрный, орёл степной, сокол-сапсан и другие. Нуждаются в охране и редчайшие тритоны (карпатский, горный), саламандра пятнистая, полозы (ещё встречающиеся в Карпатах), гадюка степная и медянка. Подлежат охране также редкие ракообразные, насекомые, моллюски и другие животные.

## Инвазивные виды
Кроме естественных для природы Украины видов животных в стране зарегистрировано также по меньшей мере 406 инвазивных интродуцированных намеренно или случайно видов, которые активно распространяются по территории страны, нанося экологический и экономический вред и уничтожая местную фауну. Одними из наиболее массовых стали, например, моллюск рапан Rapana venosa в Чёрном море, слизняк Arion lusitanicus, каштановая минирующая моль (Cameraria ohridella), распространение которых приводит к огромным в том числе экономическим убыткам.